# 松原茂
松原 茂（まつばら しげる、1948年1月31日 - ）は、日本の実業家。岐阜県出身。愛知大学法経学部法学科卒業。現在、東山フイルム株式会社代表取締役社長。

## 学歴
- 1972年　愛知大学法経学部法学科卒業。

## 職歴および役職歴
- 1972年　中央交易株式会社入社
- 1979年　中央化学工業株式会社入社
- 1981年　中央化学販売株式会社入社
- 1986年　東山新技術株式会社入社
- 1990年　営業部次長
- 1993年　東山電線株式会社（現、東山フイルム株式会社）取締役
- 1997年　常務取締役
- 2005年　専務取締役
- 2009年　代表取締役社長

## トピックス
- 松原氏は創業家以外から初の社長就任となった。
- プラズマテレビや液晶テレビに用いるフラット・パネル・ディスプレイなどの工業用フィルムコーティングを手がける東山フィルムも、金融危機以降の受注（パソコン関連製品）の落ち込みで厳しい経営を迫られており、その中での社長就任となった。

## 経営戦略
- 工場ライン増設や物流拡大などの大型投資はせず、一方で研究開発費などの技術投資を増やし、加工技術のレベルアップとノウハウの蓄積を推進。
- 販売が好調なタッチパネル素材においては機能性のニーズに、工業材料ではデザイン性ニーズに応える製品づくり技術開発を推進。
- ジャスダック上場から一年、二部上場を目標にするのではなく、まずは市場のニーズに合わせた次の事業体を構築するが先決とし、当面は日本を含む四カ国（韓国・中国・台湾）の市場に重点をおくことを表明している。